# 17ª Mostra internazionale d'arte cinematografica di Venezia

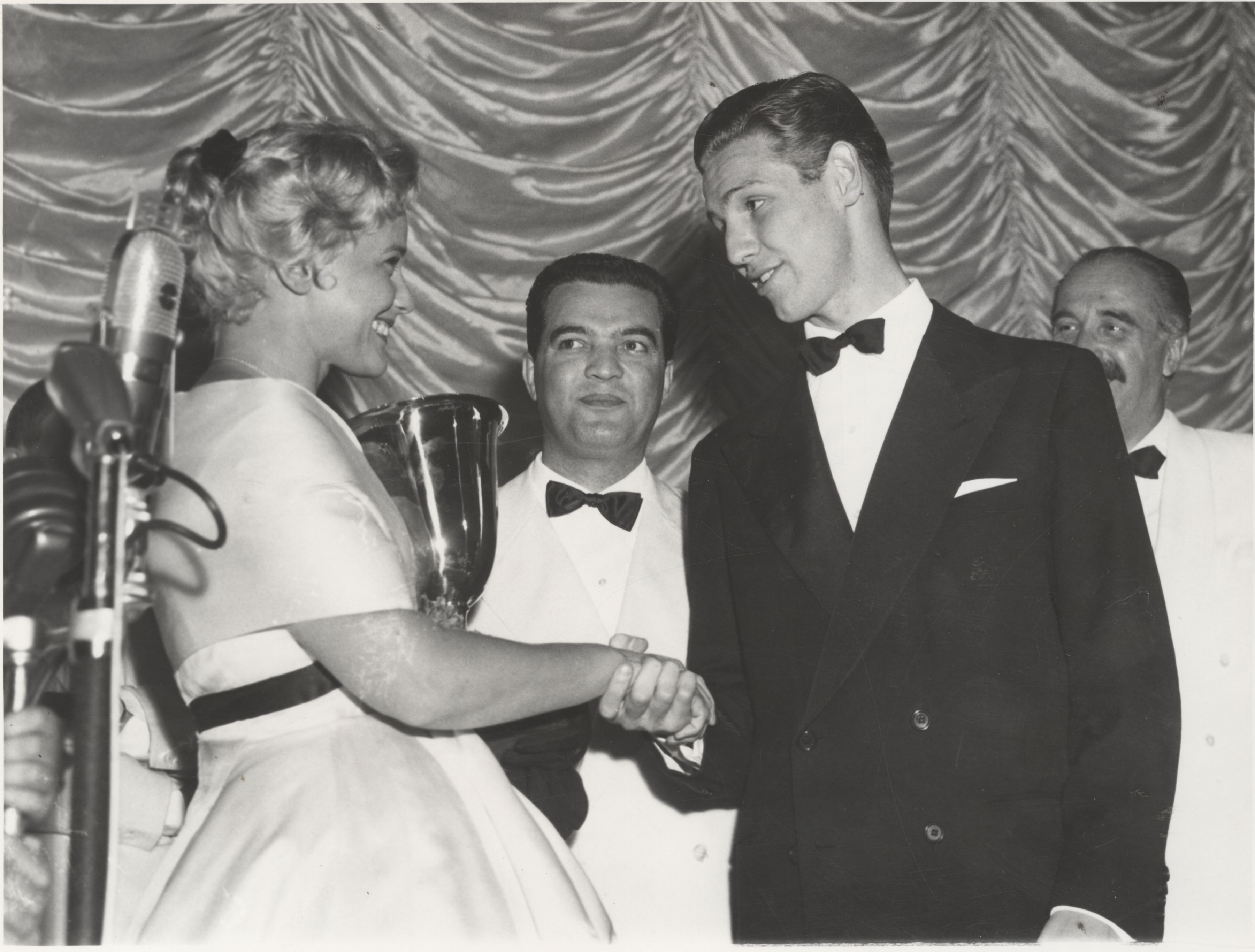
Maria Schell, vincitrice della Coppa Volpi per la migliore attrice col suo ruolo nel film Gervaise

La 17ª edizione della Mostra internazionale d'arte cinematografica di Venezia si svolse a Venezia, Italia, dal 28 agosto al 9 settembre del 1956: la direzione della Mostra fu affidata a Floris Luigi Ammannati.
I due premi principali Leone d'oro e Leone d'argento, non furono assegnati.
Tra i film in concorso, L'arpa birmana (Biruma no Tategoto) di Kon Ichikawa, nominato agli Oscar come Miglior Film Straniero; Prima linea di Robert Aldrich; Dietro lo specchio di Nicholas Ray.

## Giuria e premi
La giuria era:
- John Grierson (presidente, Gran Bretagna), André Bazin (Francia), Luchino Visconti, G.B. Cavallaro (Italia), Friedrich Ermler (Unione Sovietica), James Quinn (Gran Bretagna), Kiyohiko Ushihara (Giappone).

I principali premi furono:
- Leone d'oro e Leone d'argento al miglior film: non assegnati
- Coppa Volpi al miglior attore: Bourvil per La traversata di Parigi (La traversèe de Paris)
- Coppa Volpi alla miglior attrice: Maria Schell per Gervaise

## Sezioni principali

### Film in concorso
- Calabuig, regia di Luis García Berlanga (Spagna/Italia)
- Calle Mayor, regia di Juan Antonio Bardem (Spagna/Francia)
- Dietro lo specchio (Bigger Than Life), regia di Nicholas Ray (Stati Uniti d'America)
- Fermata d'autobus (Bus Stop), regia di Joshua Logan (Stati Uniti d'America)
- Gervaise, regia di René Clément (Francia)
- Il capitano di Koepenick (Der Hauptmann von Köpenick), regia di Helmut Käutner (Germania Ovest)
- L'arpa birmana (Biruma no tategoto), regia di Kon Ichikawa (Giappone)
- L'impero del sole, regia di Enrico Gras (Italia/Francia)
- L'orco (O drakos), regia di Nikos Koundouros (Grecia)
- La grande paura (Torero), regia di Carlos Velo (Messico)
- La guarnigione immortale (Bessmertnyy garnizon), regia di Zakhar Agranenko e Eduard Tisse (Unione Sovietica)
- La strada della vergogna (Akasen chitai), regia di Kenji Mizoguchi (Giappone)
- La traversata di Parigi (La traversée de Paris), regia di Claude Autant-Lara (Francia/Italia)
- Prima linea (Attack), regia di Robert Aldrich (Stati Uniti d'America)
- Suor Letizia - Il più grande amore, regia di Mario Camerini (Italia)
- Veliki i mali, regia di Vladimir Pogacic (Jugoslavia)